# ディタ・パルロ
ディタ・パルロ（Dita Parlo、1908年9月4日 - 1971年12月13日）は、ドイツの女優。

## 出演作品
- 裁きは終りぬ
- 大いなる幻影
- マドモワゼル･ドクトゥール
- 霧笛
- アタラント号
- ビッグ・ハウス
- ハンガリアン狂想曲
- 悪魔の寵児
- ハリウッド・レヴィユー
- 伯林の処女
- 東洋の秘密
- 帰郷